# Werner Föckler
Werner Föckler (Bad Dürkheim, 1945. június 24. –) német nemzetközi labdarúgó-játékvezető.

## Pályafutása

### Nemzeti játékvezetés
1980-ban lett a Bundesliga I. bajnokságának játékvezetője. Második ligás mérkőzéseinek száma: 52. Első ligás mérkőzéseinek száma: 127. Az aktív játékvezetéstől 1992-ben vonult vissza.

### Nemzetközi játékvezetés
A Német labdarúgó-szövetség Játékvezető Bizottsága (JB) 1983-ban terjesztette fel nemzetközi játékvezetőnek, a Nemzetközi Labdarúgó-szövetség (FIFA) bíróinak keretébe. Több nemzetek közötti válogatott és klubmérkőzést vezetett. A német nemzetközi játékvezetők rangsorában, a világbajnokság-Európa-bajnokság sorrendjében többedmagával a 27. helyet foglalja el 2 találkozó szolgálatával. Az aktív nemzetközi játékvezetéstől 1991-ben a búcsúzott.

#### Európa-bajnokság
Az európai-labdarúgó torna döntőjéhez vezető úton Német Szövetségi Köztársaságba a VIII., az 1988-as labdarúgó-Európa-bajnokságra az UEFA JB játékvezetőként foglalkoztatta.
| Időpont           | Helyszín                      | Mérkőzés típusa           | Mérkőzés                   | Eredmény | Nézők száma |
| ----------------- | ----------------------------- | ------------------------- | -------------------------- | -------- | ----------- |
| 1987. április 29. | Windsor Park Stadion, Belfast | előselejtező (4. csoport) | Észak-Írország–Jugoszlávia | 1 : 2    | 5 482       |
| 1987. június 6.   | Ullevaal Stadion, Oslo        | előselejtező (3. csoport) | Norvégia–Franciaország     | 2 : 0    | 8 268       |